# Diecezja Yan’an
Diecezja Yan’an (łac. Dioecesis Iennganensis, chiń. 天主教延安教区) – rzymskokatolicka diecezja ze stolicą w Yan’anie (biskupi obecnie rezydują w Yulinie), w Chińskiej Republice Ludowej. Biskupstwo jest sufraganią archidiecezji xi'ańskiej.
W diecezji pracuje 24 sióstr zakonnych.

## Historia
15 października 1696 z mocy decyzji Innocentego XII erygowany został wikariat apostolski Shaanxi. Dotychczas wierni z tych terenów należeli do diecezji nankińskiej (obecnie archidiecezja nankińska).
W 1712 do wikariatu apostolskiego Shaanxi przyłączono likwidowany wikariat apostolski Shanxi (obecnie diecezja Lu’an). Tym samym omawiana jednostka zmieniła nazwę na wikariat apostolski Shaanxi i Shanxi.
2 marca 1844 papież Grzegorz XVI ponownie rozłączył wikariaty doprowadzając do stanu sprzed 1712.
21 czerwca 1878 z wikariatu apostolskiego Shaanxi wyłączono wikariat apostolski Gansu (obecnie archidiecezja Lanzhou).
2 sierpnia 1887 odłączono wikariat apostolski Południowego Shaanxi (obecnie diecezja Hanzhong). Tym samym omawiana jednostka zmieniła nazwę na wikariat apostolski Północnego Shaanxi.
12 kwietnia 1911 część parafii wikariatu apostolskiego Północnego Shaanxi weszła w skład powstałego w tym dniu wikariatu apostolskiego Centralnego Shaanxi (obecnie archidiecezja xi’ańska).
3 grudnia 1924 zmieniono nazwę na wikariat apostolski Yan’anfu.
W 1935 Yan’an stał się siedzibą Komunistycznej Partii Chin. Wikariusz apostolski bp Celestin Ibáñez y Aparici OFM, 33 księży diecezjalnych i 3 ojców franciszkanów musiało opuścić wikariat. Kontynuowali oni pracę w sąsiednich prowincjach. W późniejszych latach zagranicznych misjonarzy wydalono z kraju, a miejscowi księża nie mogli powrócić do swojej diecezji aż do śmierci. W 1938 w kościele w Yan’an odbyło się plenum Komitetu Centralnego Komunistycznej Partii Chin. Kościół ten wcześniej został zmieniony na szkołę kadr komunistycznych i Akademię Sztuk Pięknych. Obecnie mieści się w nim sanktuarium rewolucji chińskiej.
W wyniku reorganizacji chińskich struktur kościelnych, dokonanych przez Piusa XII bullą Quotidie Nos, 11 kwietnia 1946 wikariat apostolski Yan’anfu został podniesiony do godności diecezji i przyjął obecną nazwę. Jednak już od 1935 diecezja, podobnie jak cały prześladowany Kościół katolicki w Chinach, nie może normalnie działać. Podczas rewolucji kulturalnej, księża byli więzieni a kościoły burzone.
W 1990 komuniści przenieśli stolicę diecezji do Yulin zmieniając nazwę na diecezja Yulin. Odbyło się to bez zgody Stolicy Apostolskiej, więc z punktu widzenia prawa kanonicznego decyzja ta jest nielegalna i niewiążąca.

## Diecezja obecnie
Obecnym biskupem Yan’anu jest John Baptist Yang Xiaoting. Jest on uznawany zarówno przez Stolicę Świętą jak i przez rząd ChRL. Został on wyświęcony 15 lipca 2010 w jednej z wiosek diecezji i objął stanowiska koadiuatora. 25 marca 2011, po ustąpieniu swojego poprzednika, został ordynariuszem. Bp Yang Xiaoting ma doktorat z teologii uzyskany w 1993 na Papieskim Uniwersytecie Urbaniańskim w Rzymie.
Problemem duszpasterskim w diecezji jest słaba religijność wiernych w porównaniu z innymi regionami Chin.

## Biskupi

### Biskupi Yan’anu
- Celestin Ibáñez y Aparicio OFM[3] (11 kwietnia 1946 - 13 stycznia 1949) wcześniej od 12 kwietnia 1911 wikariusz apostolski
- Pacific Li Huande OFM (13 grudnia 1951 - 16 lutego 1972)
- sede vacante (być może urząd sprawował biskup(i) Kościoła podziemnego) (16 lutego 1972 - 17 grudnia 1999)
- Francis Tong Hui (17 grudnia 1999 - 25 marca 2011)
- John Baptist Yang Xiaoting (25 marca 2011 - nadal)

### Antybiskup
- Joseph Wang Zhenye (1991 – 17 grudnia 1999)